# Adoxomyia nigribarba
Adoxomyia nigribarba is een vliegensoort uit de familie van de Stratiomyidae. De wetenschappelijke naam van de soort is voor het eerst geldig gepubliceerd in 1943 door James.